# Eneco Tour 2015
La 11e édition de l'Eneco Tour a eu lieu du 10 au 16 août 2015. C'est la 21e épreuve épreuve de l'UCI World Tour 2015.
Elle est remportée par le Belge Tim Wellens (Lotto-Soudal), vainqueur de la sixième étape, qui s'impose de 59 secondes devant son compatriote Greg Van Avermaet (BMC Racing) et de une minute et 17 secondes devant le Néerlandais Wilco Kelderman (Lotto NL-Jumbo).
L'Allemand André Greipel (Lotto-Soudal), lauréat de la deuxième étape, gagne le classement par points tandis que le Belge Gijs Van Hoecke (Topsport Vlaanderen-Baloise) s'adjuge celui de la combativité et que la formation belge Lotto-Soudal termine meilleure équipe.

## Présentation

### Parcours
Les trois premières étapes de la course sont plates, sans la moindre côte classée. Ces étapes favorisent les équipes de sprinters, bien que les vents latéraux peuvent rendre les étapes plus difficiles et provoquer des bordures. La première étape décisive de la course est le contre-la-montre individuel de la quatrième étape. Le parcours des trois dernières étapes de la course convient aux coureurs de classiques. Les cinquième et sixième étapes sont des étapes vallonnées dans le style des classiques ardennaises, tandis que la dernière étape utilise les routes figurant dans les classiques flandriennes, avec des secteurs pavés,. Une modification du règlement en 2015 est l'introduction du « golden kilometre » ou « kilomètre en or ». Il s'agit d'une série de trois sprints intermédiaires sur chaque étape en ligne, à environ 20 kilomètres de l'arrivée. Les trois premiers coureurs à passer cette ligne bénéficient de secondes de bonfications au classement général. Ce système est basé sur le Tour de Belgique, où les kilomètres en or avaient joué un rôle dans la victoire du Belge Greg Van Avermaet (BMC Racing) sur l'édition 2015.

### Équipes
Vingt équipes participent à cet Eneco Tour - dix-sept WorldTeams et trois équipes continentales professionnelles :
| WorldTeams (17)- AG2R La Mondiale - Astana - BMC Racing Team - Cannondale-Garmin - Etixx-Quick Step - FDJ - Giant-Alpecin - IAM Cycling - Katusha - Lampre-Merida - Lotto NL-Jumbo - Lotto-Soudal - Movistar Team - Orica-GreenEDGE - Sky - Tinkoff-Saxo - Trek Factory Racing Équipes continentales professionnelles (3)- Roompot Oranje Peloton - Topsport Vlaanderen-Baloise - Wanty-Groupe Gobert |
| |

### Favoris

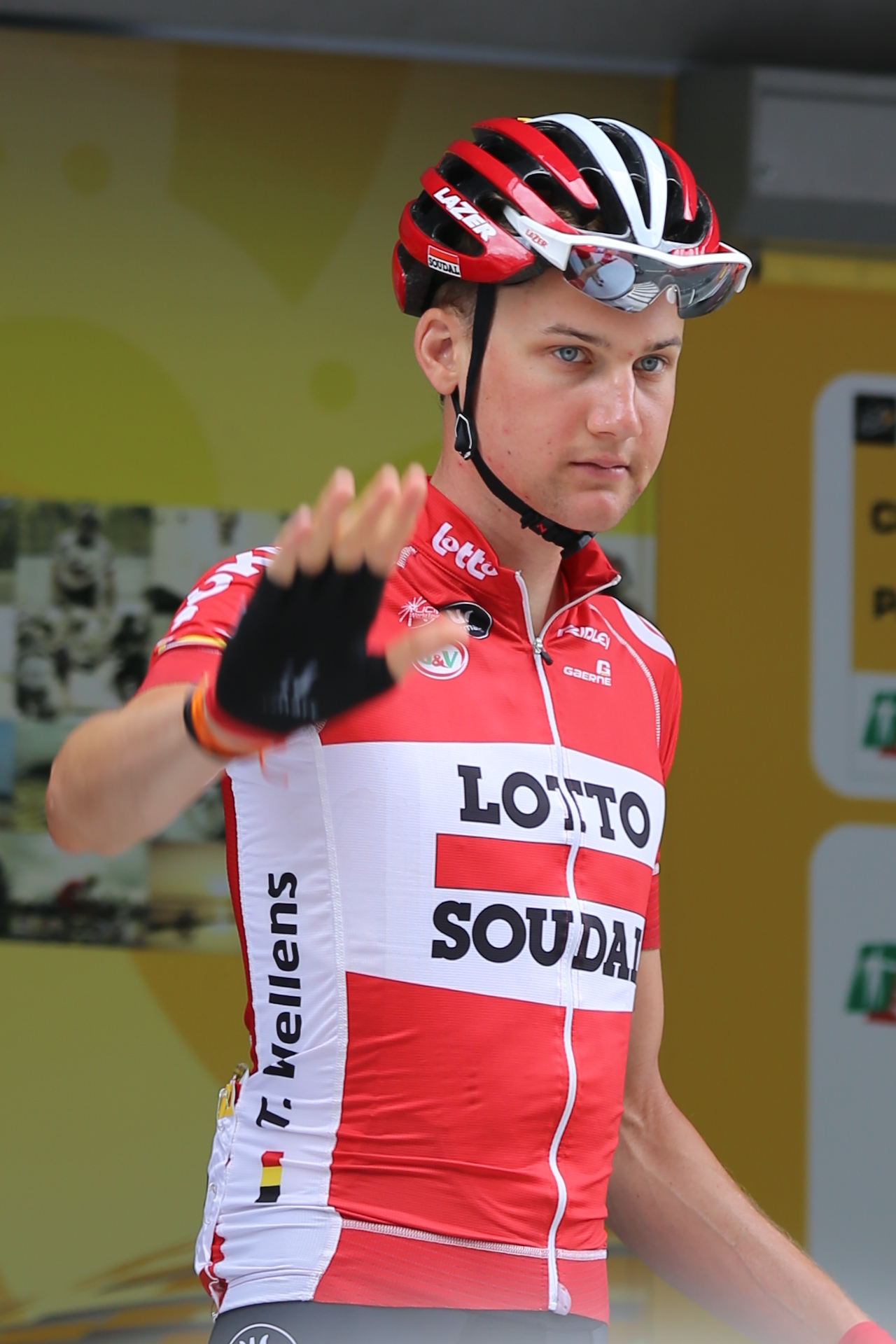
Tim Wellens, tenant du titre est l'un des favoris de la course.

La plupart des courses à étapes du calendrier UCI World Tour sont remportées par des grimpeurs. L'Eneco Tour propose un parcours différent qui favorise pour la victoire finale les coureurs de classiques. Généralement ce sont des coureurs qui réalisent de bons résultats dans les classiques ardennaises et les classiques flandriennes qui figurent dans la première partie de la saison cycliste allant de février à avril.
Le tenant du titre en titre est le Belge Tim Wellens (Lotto-Soudal) qui avait forgé son succès à l'issue d'une victoire en solitaire lors de l'avant-dernière étape. Il est l'un des favoris de cette édition, même si son statut de vainqueur sortant lui donne moins de liberté pour attaquer. Un autre ancien vainqueur de la course est au départ : le Néerlandais Lars Boom (Astana) vainqueur en 2012. Il est l'un des principaux favoris, d'autant plus que la course inclut un contre-la-montre individuel plus long que sur les éditions récentes de la course. Les autres favoris sont ses compatriotes Niki Terpstra (Etixx-Quick Step), troisième en 2012, et Wilco Kelderman (Lotto NL-Jumbo), les Belges de l'équipe BMC Racing Philippe Gilbert (BMC Racing) et Greg Van Avermaet qui est en grande forme après avoir été en position de gagner la récente Classique de Saint-Sébastien,.
Les trois premières étapes de la course sont plates et donc particulièrement adaptées aux sprinters. Les principaux sprinteurs présent sont l'Allemand André Greipel (Lotto-Soudal), les Italiens Andrea Guardini (Astana), Giacomo Nizzolo (Trek Factory Racing) et Elia Viviani (Sky), les Belges Edward Theuns (Topsport Vlaanderen-Baloise) et Tom Boonen (Etixx-Quick Step) et le Français Arnaud Démare (FDJ).

## Étapes
| Étape     | Date    | Villes étapes                 | type                        | Distance (km) | Vainqueur d'étape | Leader du classement général |
| --------- | ------- | ----------------------------- | --------------------------- | ------------- | ----------------- | ---------------------------- |
| 1re étape | 10 août | Bolsward – Bolsward           | étape de plaine             | 183,5         | Elia Viviani      | Elia Viviani                 |
| 2e étape  | 11 août | Bréda – Bréda                 | étape de plaine             | 180           | André Greipel     | Jesper Asselman              |
| 3e étape  | 12 août | Beveren – Ardoye              | étape de plaine             | 171,9         | Tom Boonen        | Jesper Asselman              |
| 4e étape  | 13 août | Hoogerheide – Hoogerheide     | contre-la-montre individuel | 13,9          | Jos van Emden     | Jos van Emden                |
| 5e étape  | 14 août | Riemst – Sittard              | étape vallonnée             | 179,6         | Johan Le Bon      | Wilco Kelderman              |
| 6e étape  | 15 août | Heerlen – Houffalize          | étape vallonnée             | 198           | Tim Wellens       | Tim Wellens                  |
| 7e étape  | 16 août | Leeuw-Saint-Pierre – Grammont | étape vallonnée             | 188,6         | Manuel Quinziato  | Tim Wellens                  |

## Déroulement de la course

### 1reétape
| \| Classement de l'étape \| Classement de l'étape \| Classement de l'étape \| Classement de l'étape \| Classement de l'étape \| \| Coureur \| Coureur \| Pays \| Équipe \| Temps \| \| --------------------- \| --------------------- \| --------------------- \| ---------------------- \| --------------------- \| \| 1er \| Elia Viviani \| Italie \| Team Sky \| 4 h 06 min 18 s \| \| 2e \| Danny van Poppel \| Pays-Bas \| Trek Factory Racing \| + 0 s \| \| 3e \| Jempy Drucker \| Luxembourg \| BMC Racing Team \| + 0 s \| \| 4e \| André Greipel \| Allemagne \| Lotto-Soudal \| + 0 s \| \| 5e \| Jonas Van Genechten \| Belgique \| IAM Cycling \| + 0 s \| \| 6e \| Andrea Guardini \| Italie \| Astana \| + 0 s \| \| 7e \| Magnus Cort Nielsen \| Danemark \| Orica-GreenEDGE \| + 0 s \| \| 8e \| Moreno Hofland \| Pays-Bas \| LottoNL-Jumbo \| + 0 s \| \| 9e \| José Joaquín Rojas \| Espagne \| Movistar Team \| + 0 s \| \| 10e \| Dylan Groenewegen \| Pays-Bas \| Roompot Oranje Peloton \| + 0 s \| |                     |            |                        |                 |
| |                     |            |                        |                 |
| Source : ProCyclingStats |                     |            |                        |                 |
| Classement de l'étape |                     |            |                        |                 |
| Coureur | Coureur             | Pays       | Équipe                 | Temps           |
| 1er | Elia Viviani        | Italie     | Team Sky               | 4 h 06 min 18 s |
| 2e | Danny van Poppel    | Pays-Bas   | Trek Factory Racing    | + 0 s           |
| 3e | Jempy Drucker       | Luxembourg | BMC Racing Team        | + 0 s           |
| 4e | André Greipel       | Allemagne  | Lotto-Soudal           | + 0 s           |
| 5e | Jonas Van Genechten | Belgique   | IAM Cycling            | + 0 s           |
| 6e | Andrea Guardini     | Italie     | Astana                 | + 0 s           |
| 7e | Magnus Cort Nielsen | Danemark   | Orica-GreenEDGE        | + 0 s           |
| 8e | Moreno Hofland      | Pays-Bas   | LottoNL-Jumbo          | + 0 s           |
| 9e | José Joaquín Rojas  | Espagne    | Movistar Team          | + 0 s           |
| 10e | Dylan Groenewegen   | Pays-Bas   | Roompot Oranje Peloton | + 0 s           |

| \| Classement général \| Classement général \| Classement général \| Classement général \| Classement général \| \| Coureur \| Coureur \| Pays \| Équipe \| Temps \| \| ------------------ \| ------------------- \| ------------------ \| ---------------------- \| ------------------ \| \| 1er \| Elia Viviani \| Italie \| Team Sky \| 4 h 06 min 08 s \| \| 2e \| Danny van Poppel \| Pays-Bas \| Trek Factory Racing \| + 4 s \| \| 3e \| Jesper Asselman \| Pays-Bas \| Roompot Oranje Peloton \| + 4 s \| \| 4e \| Laurens De Vreese \| Belgique \| Astana \| + 5 s \| \| 5e \| Nico Denz \| Allemagne \| AG2R La Mondiale \| + 5 s \| \| 6e \| Jempy Drucker \| Luxembourg \| BMC Racing Team \| + 6 s \| \| 7e \| Nathan Haas \| Australie \| Cannondale-Garmin \| + 8 s \| \| 8e \| André Greipel \| Allemagne \| Lotto-Soudal \| + 10 s \| \| 9e \| Jonas Van Genechten \| Belgique \| IAM Cycling \| + 10 s \| \| 10e \| Andrea Guardini \| Italie \| Astana \| + 10 s \| |                     |            |                        |                 |
| |                     |            |                        |                 |
| Source : ProCyclingStats |                     |            |                        |                 |
| Classement général |                     |            |                        |                 |
| Coureur | Coureur             | Pays       | Équipe                 | Temps           |
| 1er | Elia Viviani        | Italie     | Team Sky               | 4 h 06 min 08 s |
| 2e | Danny van Poppel    | Pays-Bas   | Trek Factory Racing    | + 4 s           |
| 3e | Jesper Asselman     | Pays-Bas   | Roompot Oranje Peloton | + 4 s           |
| 4e | Laurens De Vreese   | Belgique   | Astana                 | + 5 s           |
| 5e | Nico Denz           | Allemagne  | AG2R La Mondiale       | + 5 s           |
| 6e | Jempy Drucker       | Luxembourg | BMC Racing Team        | + 6 s           |
| 7e | Nathan Haas         | Australie  | Cannondale-Garmin      | + 8 s           |
| 8e | André Greipel       | Allemagne  | Lotto-Soudal           | + 10 s          |
| 9e | Jonas Van Genechten | Belgique   | IAM Cycling            | + 10 s          |
| 10e | Andrea Guardini     | Italie     | Astana                 | + 10 s          |

### 2eétape
| \| Classement de l'étape \| Classement de l'étape \| Classement de l'étape \| Classement de l'étape \| Classement de l'étape \| \| Coureur \| Coureur \| Pays \| Équipe \| Temps \| \| --------------------- \| ---------------------- \| --------------------- \| --------------------- \| --------------------- \| \| 1er \| André Greipel \| Allemagne \| Lotto-Soudal \| 4 h 12 min 52 s \| \| 2e \| Jacopo Guarnieri \| Italie \| Katusha \| + 0 s \| \| 3e \| Tom Boonen \| Belgique \| Etixx-Quick Step \| + 0 s \| \| 4e \| Jempy Drucker \| Luxembourg \| BMC Racing Team \| + 0 s \| \| 5e \| Danny van Poppel \| Pays-Bas \| Trek Factory Racing \| + 0 s \| \| 6e \| Arnaud Démare \| France \| FDJ \| + 0 s \| \| 7e \| Viatcheslav Kouznetsov \| Russie \| Katusha \| + 0 s \| \| 8e \| Roy Jans \| Belgique \| Wanty-Groupe Gobert \| + 0 s \| \| 9e \| Sébastien Turgot \| France \| AG2R La Mondiale \| + 0 s \| \| 10e \| Sacha Modolo \| Italie \| Lampre-Merida \| + 0 s \| |                        |            |                     |                 |
| |                        |            |                     |                 |
| Source : ProCyclingStats |                        |            |                     |                 |
| Classement de l'étape |                        |            |                     |                 |
| Coureur | Coureur                | Pays       | Équipe              | Temps           |
| 1er | André Greipel          | Allemagne  | Lotto-Soudal        | 4 h 12 min 52 s |
| 2e | Jacopo Guarnieri       | Italie     | Katusha             | + 0 s           |
| 3e | Tom Boonen             | Belgique   | Etixx-Quick Step    | + 0 s           |
| 4e | Jempy Drucker          | Luxembourg | BMC Racing Team     | + 0 s           |
| 5e | Danny van Poppel       | Pays-Bas   | Trek Factory Racing | + 0 s           |
| 6e | Arnaud Démare          | France     | FDJ                 | + 0 s           |
| 7e | Viatcheslav Kouznetsov | Russie     | Katusha             | + 0 s           |
| 8e | Roy Jans               | Belgique   | Wanty-Groupe Gobert | + 0 s           |
| 9e | Sébastien Turgot       | France     | AG2R La Mondiale    | + 0 s           |
| 10e | Sacha Modolo           | Italie     | Lampre-Merida       | + 0 s           |

| \| Classement général \| Classement général \| Classement général \| Classement général \| Classement général \| \| Coureur \| Coureur \| Pays \| Équipe \| Temps \| \| ------------------ \| ------------------ \| ------------------ \| --------------------------- \| ------------------ \| \| 1er \| Jesper Asselman \| Pays-Bas \| Roompot Oranje Peloton \| 8 h 18 min 55 s \| \| 2e \| André Greipel \| Allemagne \| Lotto-Soudal \| + 5 s \| \| 3e \| Elia Viviani \| Italie \| Team Sky \| + 5 s \| \| 4e \| Danny van Poppel \| Pays-Bas \| Trek Factory Racing \| + 9 s \| \| 5e \| Jacopo Guarnieri \| Italie \| Katusha \| + 9 s \| \| 6e \| Gijs Van Hoecke \| Belgique \| Topsport Vlaanderen-Baloise \| + 9 s \| \| 7e \| Laurens De Vreese \| Belgique \| Astana \| + 10 s \| \| 8e \| Nico Denz \| Allemagne \| AG2R La Mondiale \| + 10 s \| \| 9e \| Jempy Drucker \| Luxembourg \| BMC Racing Team \| + 11 s \| \| 10e \| Tom Boonen \| Belgique \| Etixx-Quick Step \| + 11 s \| |                   |            |                             |                 |
| |                   |            |                             |                 |
| Source : ProCyclingStats |                   |            |                             |                 |
| Classement général |                   |            |                             |                 |
| Coureur | Coureur           | Pays       | Équipe                      | Temps           |
| 1er | Jesper Asselman   | Pays-Bas   | Roompot Oranje Peloton      | 8 h 18 min 55 s |
| 2e | André Greipel     | Allemagne  | Lotto-Soudal                | + 5 s           |
| 3e | Elia Viviani      | Italie     | Team Sky                    | + 5 s           |
| 4e | Danny van Poppel  | Pays-Bas   | Trek Factory Racing         | + 9 s           |
| 5e | Jacopo Guarnieri  | Italie     | Katusha                     | + 9 s           |
| 6e | Gijs Van Hoecke   | Belgique   | Topsport Vlaanderen-Baloise | + 9 s           |
| 7e | Laurens De Vreese | Belgique   | Astana                      | + 10 s          |
| 8e | Nico Denz         | Allemagne  | AG2R La Mondiale            | + 10 s          |
| 9e | Jempy Drucker     | Luxembourg | BMC Racing Team             | + 11 s          |
| 10e | Tom Boonen        | Belgique   | Etixx-Quick Step            | + 11 s          |

### 3eétape
| \| Classement de l'étape \| Classement de l'étape \| Classement de l'étape \| Classement de l'étape \| Classement de l'étape \| \| Coureur \| Coureur \| Pays \| Équipe \| Temps \| \| --------------------- \| --------------------- \| --------------------- \| ---------------------- \| --------------------- \| \| 1er \| Tom Boonen \| Belgique \| Etixx-Quick Step \| 3 h 54 min 25 s \| \| 2e \| Arnaud Démare \| France \| FDJ \| + 0 s \| \| 3e \| Elia Viviani \| Italie \| Team Sky \| + 0 s \| \| 4e \| Andrea Guardini \| Italie \| Astana \| + 0 s \| \| 5e \| Dylan Groenewegen \| Pays-Bas \| Roompot Oranje Peloton \| + 0 s \| \| 6e \| André Greipel \| Allemagne \| Lotto-Soudal \| + 0 s \| \| 7e \| Rüdiger Selig \| Allemagne \| Katusha \| + 0 s \| \| 8e \| Sacha Modolo \| Italie \| Lampre-Merida \| + 0 s \| \| 9e \| Danny van Poppel \| Pays-Bas \| Trek Factory Racing \| + 0 s \| \| 10e \| Roy Jans \| Belgique \| Wanty-Groupe Gobert \| + 0 s \| |                   |           |                        |                 |
| |                   |           |                        |                 |
| Source : ProCyclingStats |                   |           |                        |                 |
| Classement de l'étape |                   |           |                        |                 |
| Coureur | Coureur           | Pays      | Équipe                 | Temps           |
| 1er | Tom Boonen        | Belgique  | Etixx-Quick Step       | 3 h 54 min 25 s |
| 2e | Arnaud Démare     | France    | FDJ                    | + 0 s           |
| 3e | Elia Viviani      | Italie    | Team Sky               | + 0 s           |
| 4e | Andrea Guardini   | Italie    | Astana                 | + 0 s           |
| 5e | Dylan Groenewegen | Pays-Bas  | Roompot Oranje Peloton | + 0 s           |
| 6e | André Greipel     | Allemagne | Lotto-Soudal           | + 0 s           |
| 7e | Rüdiger Selig     | Allemagne | Katusha                | + 0 s           |
| 8e | Sacha Modolo      | Italie    | Lampre-Merida          | + 0 s           |
| 9e | Danny van Poppel  | Pays-Bas  | Trek Factory Racing    | + 0 s           |
| 10e | Roy Jans          | Belgique  | Wanty-Groupe Gobert    | + 0 s           |

| \| Classement général \| Classement général \| Classement général \| Classement général \| Classement général \| \| Coureur \| Coureur \| Pays \| Équipe \| Temps \| \| ------------------ \| ------------------ \| ------------------ \| --------------------------- \| ------------------ \| \| 1er \| Jesper Asselman \| Pays-Bas \| Roompot Oranje Peloton \| 12 h 13 min 20 s \| \| 2e \| Tom Boonen \| Belgique \| Etixx-Quick Step \| + 1 s \| \| 3e \| Elia Viviani \| Italie \| Team Sky \| + 1 s \| \| 4e \| André Greipel \| Allemagne \| Lotto-Soudal \| + 5 s \| \| 5e \| Edward Theuns \| Belgique \| Topsport Vlaanderen-Baloise \| + 6 s \| \| 6e \| Danny van Poppel \| Pays-Bas \| Trek Factory Racing \| + 9 s \| \| 7e \| Arnaud Démare \| France \| FDJ \| + 9 s \| \| 8e \| Jacopo Guarnieri \| Italie \| Katusha \| + 9 s \| \| 9e \| Gijs Van Hoecke \| Belgique \| Topsport Vlaanderen-Baloise \| + 9 s \| \| 10e \| Frederik Veuchelen \| Belgique \| Wanty-Groupe Gobert \| + 9 s \| |                    |           |                             |                  |
| |                    |           |                             |                  |
| Source : ProCyclingStats |                    |           |                             |                  |
| Classement général |                    |           |                             |                  |
| Coureur | Coureur            | Pays      | Équipe                      | Temps            |
| 1er | Jesper Asselman    | Pays-Bas  | Roompot Oranje Peloton      | 12 h 13 min 20 s |
| 2e | Tom Boonen         | Belgique  | Etixx-Quick Step            | + 1 s            |
| 3e | Elia Viviani       | Italie    | Team Sky                    | + 1 s            |
| 4e | André Greipel      | Allemagne | Lotto-Soudal                | + 5 s            |
| 5e | Edward Theuns      | Belgique  | Topsport Vlaanderen-Baloise | + 6 s            |
| 6e | Danny van Poppel   | Pays-Bas  | Trek Factory Racing         | + 9 s            |
| 7e | Arnaud Démare      | France    | FDJ                         | + 9 s            |
| 8e | Jacopo Guarnieri   | Italie    | Katusha                     | + 9 s            |
| 9e | Gijs Van Hoecke    | Belgique  | Topsport Vlaanderen-Baloise | + 9 s            |
| 10e | Frederik Veuchelen | Belgique  | Wanty-Groupe Gobert         | + 9 s            |

### 4eétape
| \| Classement de l'étape \| Classement de l'étape \| Classement de l'étape \| Classement de l'étape \| Classement de l'étape \| \| Coureur \| Coureur \| Pays \| Équipe \| Temps \| \| --------------------- \| --------------------- \| --------------------- \| --------------------- \| --------------------- \| \| 1er \| Jos van Emden \| Pays-Bas \| LottoNL-Jumbo \| 16 min 34 s \| \| 2e \| Wilco Kelderman \| Pays-Bas \| LottoNL-Jumbo \| + 5 s \| \| 3e \| Adriano Malori \| Italie \| Movistar Team \| + 7 s \| \| 4e \| Lars Boom \| Pays-Bas \| Astana \| + 7 s \| \| 5e \| Matthias Brändle \| Autriche \| IAM Cycling \| + 11 s \| \| 6e \| Greg Van Avermaet \| Belgique \| BMC Racing Team \| + 14 s \| \| 7e \| Manuel Quinziato \| Italie \| BMC Racing Team \| + 16 s \| \| 8e \| Philippe Gilbert \| Belgique \| BMC Racing Team \| + 20 s \| \| 9e \| Michael Hepburn \| Australie \| Orica-GreenEDGE \| + 21 s \| \| 10e \| Michael Rogers \| Australie \| Tinkoff-Saxo \| + 21 s \| |                   |           |                 |             |
| |                   |           |                 |             |
| Source : ProCyclingStats |                   |           |                 |             |
| Classement de l'étape |                   |           |                 |             |
| Coureur | Coureur           | Pays      | Équipe          | Temps       |
| 1er | Jos van Emden     | Pays-Bas  | LottoNL-Jumbo   | 16 min 34 s |
| 2e | Wilco Kelderman   | Pays-Bas  | LottoNL-Jumbo   | + 5 s       |
| 3e | Adriano Malori    | Italie    | Movistar Team   | + 7 s       |
| 4e | Lars Boom         | Pays-Bas  | Astana          | + 7 s       |
| 5e | Matthias Brändle  | Autriche  | IAM Cycling     | + 11 s      |
| 6e | Greg Van Avermaet | Belgique  | BMC Racing Team | + 14 s      |
| 7e | Manuel Quinziato  | Italie    | BMC Racing Team | + 16 s      |
| 8e | Philippe Gilbert  | Belgique  | BMC Racing Team | + 20 s      |
| 9e | Michael Hepburn   | Australie | Orica-GreenEDGE | + 21 s      |
| 10e | Michael Rogers    | Australie | Tinkoff-Saxo    | + 21 s      |

| \| Classement général \| Classement général \| Classement général \| Classement général \| Classement général \| \| Coureur \| Coureur \| Pays \| Équipe \| Temps \| \| ------------------ \| ------------------ \| ------------------ \| ------------------ \| ------------------ \| \| 1er \| Jos van Emden \| Pays-Bas \| LottoNL-Jumbo \| 12 h 30 min 09 s \| \| 2e \| Wilco Kelderman \| Pays-Bas \| LottoNL-Jumbo \| + 5 s \| \| 3e \| Adriano Malori \| Italie \| Movistar Team \| + 7 s \| \| 4e \| Lars Boom \| Pays-Bas \| Astana \| + 7 s \| \| 5e \| Matthias Brändle \| Autriche \| IAM Cycling \| + 11 s \| \| 6e \| Greg Van Avermaet \| Belgique \| BMC Racing Team \| + 14 s \| \| 7e \| Manuel Quinziato \| Italie \| BMC Racing Team \| + 16 s \| \| 8e \| Philippe Gilbert \| Belgique \| BMC Racing Team \| + 18 s \| \| 9e \| Michael Hepburn \| Australie \| Orica-GreenEDGE \| + 21 s \| \| 10e \| Michael Rogers \| Australie \| Tinkoff-Saxo \| + 21 s \| |                   |           |                 |                  |
| |                   |           |                 |                  |
| Source : ProCyclingStats |                   |           |                 |                  |
| Classement général |                   |           |                 |                  |
| Coureur | Coureur           | Pays      | Équipe          | Temps            |
| 1er | Jos van Emden     | Pays-Bas  | LottoNL-Jumbo   | 12 h 30 min 09 s |
| 2e | Wilco Kelderman   | Pays-Bas  | LottoNL-Jumbo   | + 5 s            |
| 3e | Adriano Malori    | Italie    | Movistar Team   | + 7 s            |
| 4e | Lars Boom         | Pays-Bas  | Astana          | + 7 s            |
| 5e | Matthias Brändle  | Autriche  | IAM Cycling     | + 11 s           |
| 6e | Greg Van Avermaet | Belgique  | BMC Racing Team | + 14 s           |
| 7e | Manuel Quinziato  | Italie    | BMC Racing Team | + 16 s           |
| 8e | Philippe Gilbert  | Belgique  | BMC Racing Team | + 18 s           |
| 9e | Michael Hepburn   | Australie | Orica-GreenEDGE | + 21 s           |
| 10e | Michael Rogers    | Australie | Tinkoff-Saxo    | + 21 s           |

### 5eétape
| \| Classement de l'étape \| Classement de l'étape \| Classement de l'étape \| Classement de l'étape \| Classement de l'étape \| \| Coureur \| Coureur \| Pays \| Équipe \| Temps \| \| --------------------- \| --------------------- \| --------------------- \| --------------------- \| --------------------- \| \| 1er \| Johan Le Bon \| France \| FDJ \| 4 h 13 min 50 s \| \| 2e \| Dylan van Baarle \| Pays-Bas \| Cannondale-Garmin \| + 0 s \| \| 3e \| Magnus Cort Nielsen \| Danemark \| Orica-GreenEDGE \| + 9 s \| \| 4e \| Tim Wellens \| Belgique \| Lotto-Soudal \| + 9 s \| \| 5e \| Wilco Kelderman \| Pays-Bas \| LottoNL-Jumbo \| + 9 s \| \| 6e \| André Greipel \| Allemagne \| Lotto-Soudal \| + 11 s \| \| 7e \| Georg Preidler \| Autriche \| Giant-Alpecin \| + 15 s \| \| 8e \| Tiesj Benoot \| Belgique \| Lotto-Soudal \| + 27 s \| \| 9e \| Philippe Gilbert \| Belgique \| BMC Racing Team \| + 27 s \| \| 10e \| Lars Boom \| Pays-Bas \| Astana \| + 27 s \| |                     |           |                   |                 |
| |                     |           |                   |                 |
| Source : ProCyclingStats |                     |           |                   |                 |
| Classement de l'étape |                     |           |                   |                 |
| Coureur | Coureur             | Pays      | Équipe            | Temps           |
| 1er | Johan Le Bon        | France    | FDJ               | 4 h 13 min 50 s |
| 2e | Dylan van Baarle    | Pays-Bas  | Cannondale-Garmin | + 0 s           |
| 3e | Magnus Cort Nielsen | Danemark  | Orica-GreenEDGE   | + 9 s           |
| 4e | Tim Wellens         | Belgique  | Lotto-Soudal      | + 9 s           |
| 5e | Wilco Kelderman     | Pays-Bas  | LottoNL-Jumbo     | + 9 s           |
| 6e | André Greipel       | Allemagne | Lotto-Soudal      | + 11 s          |
| 7e | Georg Preidler      | Autriche  | Giant-Alpecin     | + 15 s          |
| 8e | Tiesj Benoot        | Belgique  | Lotto-Soudal      | + 27 s          |
| 9e | Philippe Gilbert    | Belgique  | BMC Racing Team   | + 27 s          |
| 10e | Lars Boom           | Pays-Bas  | Astana            | + 27 s          |

| \| Classement général \| Classement général \| Classement général \| Classement général \| Classement général \| \| Coureur \| Coureur \| Pays \| Équipe \| Temps \| \| ------------------ \| ------------------ \| ------------------ \| ------------------ \| ------------------ \| \| 1er \| Wilco Kelderman \| Pays-Bas \| LottoNL-Jumbo \| 16 h 44 min 13 s \| \| 2e \| Dylan van Baarle \| Pays-Bas \| Cannondale-Garmin \| + 1 s \| \| 3e \| Johan Le Bon \| France \| FDJ \| + 8 s \| \| 4e \| Jos van Emden \| Pays-Bas \| LottoNL-Jumbo \| + 13 s \| \| 5e \| Tim Wellens \| Belgique \| Lotto-Soudal \| + 19 s \| \| 6e \| Lars Boom \| Pays-Bas \| Astana \| + 20 s \| \| 7e \| Greg Van Avermaet \| Belgique \| BMC Racing Team \| + 26 s \| \| 8e \| Manuel Quinziato \| Italie \| BMC Racing Team \| + 29 s \| \| 9e \| Philippe Gilbert \| Belgique \| BMC Racing Team \| + 29 s \| \| 10e \| Michael Rogers \| Australie \| Tinkoff-Saxo \| + 34 s \| |                   |           |                   |                  |
| |                   |           |                   |                  |
| Source : ProCyclingStats |                   |           |                   |                  |
| Classement général |                   |           |                   |                  |
| Coureur | Coureur           | Pays      | Équipe            | Temps            |
| 1er | Wilco Kelderman   | Pays-Bas  | LottoNL-Jumbo     | 16 h 44 min 13 s |
| 2e | Dylan van Baarle  | Pays-Bas  | Cannondale-Garmin | + 1 s            |
| 3e | Johan Le Bon      | France    | FDJ               | + 8 s            |
| 4e | Jos van Emden     | Pays-Bas  | LottoNL-Jumbo     | + 13 s           |
| 5e | Tim Wellens       | Belgique  | Lotto-Soudal      | + 19 s           |
| 6e | Lars Boom         | Pays-Bas  | Astana            | + 20 s           |
| 7e | Greg Van Avermaet | Belgique  | BMC Racing Team   | + 26 s           |
| 8e | Manuel Quinziato  | Italie    | BMC Racing Team   | + 29 s           |
| 9e | Philippe Gilbert  | Belgique  | BMC Racing Team   | + 29 s           |
| 10e | Michael Rogers    | Australie | Tinkoff-Saxo      | + 34 s           |

### 6eétape
| \| Classement de l'étape \| Classement de l'étape \| Classement de l'étape \| Classement de l'étape \| Classement de l'étape \| \| Coureur \| Coureur \| Pays \| Équipe \| Temps \| \| --------------------- \| --------------------- \| --------------------- \| --------------------- \| --------------------- \| \| 1er \| Tim Wellens \| Belgique \| Lotto-Soudal \| 5 h 28 min 46 s \| \| 2e \| Greg Van Avermaet \| Belgique \| BMC Racing Team \| + 49 s \| \| 3e \| Simon Geschke \| Allemagne \| Giant-Alpecin \| + 51 s \| \| 4e \| Jan Bakelants \| Belgique \| AG2R La Mondiale \| + 1 min 03 s \| \| 5e \| Tom-Jelte Slagter \| Pays-Bas \| Cannondale-Garmin \| + 1 min 07 s \| \| 6e \| Philippe Gilbert \| Belgique \| BMC Racing Team \| + 1 min 13 s \| \| 7e \| Tiesj Benoot \| Belgique \| Lotto-Soudal \| + 1 min 13 s \| \| 8e \| Fabio Felline \| Italie \| Trek Factory Racing \| + 1 min 13 s \| \| 9e \| Andriy Grivko \| Ukraine \| Astana \| + 1 min 13 s \| \| 10e \| Wilco Kelderman \| Pays-Bas \| LottoNL-Jumbo \| + 1 min 17 s \| |                   |           |                     |                 |
| |                   |           |                     |                 |
| Source : ProCyclingStats |                   |           |                     |                 |
| Classement de l'étape |                   |           |                     |                 |
| Coureur | Coureur           | Pays      | Équipe              | Temps           |
| 1er | Tim Wellens       | Belgique  | Lotto-Soudal        | 5 h 28 min 46 s |
| 2e | Greg Van Avermaet | Belgique  | BMC Racing Team     | + 49 s          |
| 3e | Simon Geschke     | Allemagne | Giant-Alpecin       | + 51 s          |
| 4e | Jan Bakelants     | Belgique  | AG2R La Mondiale    | + 1 min 03 s    |
| 5e | Tom-Jelte Slagter | Pays-Bas  | Cannondale-Garmin   | + 1 min 07 s    |
| 6e | Philippe Gilbert  | Belgique  | BMC Racing Team     | + 1 min 13 s    |
| 7e | Tiesj Benoot      | Belgique  | Lotto-Soudal        | + 1 min 13 s    |
| 8e | Fabio Felline     | Italie    | Trek Factory Racing | + 1 min 13 s    |
| 9e | Andriy Grivko     | Ukraine   | Astana              | + 1 min 13 s    |
| 10e | Wilco Kelderman   | Pays-Bas  | LottoNL-Jumbo       | + 1 min 17 s    |

| \| Classement général \| Classement général \| Classement général \| Classement général \| Classement général \| \| Coureur \| Coureur \| Pays \| Équipe \| Temps \| \| ------------------ \| ----------------------- \| ------------------ \| ------------------- \| ------------------ \| \| 1er \| Tim Wellens \| Belgique \| Lotto-Soudal \| 22 h 12 min 59 s \| \| 2e \| Greg Van Avermaet \| Belgique \| BMC Racing Team \| + 1 min 03 s \| \| 3e \| Wilco Kelderman \| Pays-Bas \| LottoNL-Jumbo \| + 1 min 17 s \| \| 4e \| Philippe Gilbert \| Belgique \| BMC Racing Team \| + 1 min 40 s \| \| 5e \| Fabio Felline \| Italie \| Trek Factory Racing \| + 1 min 48 s \| \| 6e \| Michael Rogers \| Australie \| Tinkoff-Saxo \| + 1 min 51 s \| \| 7e \| Andriy Grivko \| Ukraine \| Astana \| + 1 min 54 s \| \| 8e \| Christopher Juul Jensen \| Danemark \| Tinkoff-Saxo \| + 2 min 05 s \| \| 9e \| Tiesj Benoot \| Belgique \| Lotto-Soudal \| + 2 min 13 s \| \| 10e \| Jan Bakelants \| Belgique \| AG2R La Mondiale \| + 2 min 13 s \| |                         |           |                     |                  |
| |                         |           |                     |                  |
| Source : ProCyclingStats |                         |           |                     |                  |
| Classement général |                         |           |                     |                  |
| Coureur | Coureur                 | Pays      | Équipe              | Temps            |
| 1er | Tim Wellens             | Belgique  | Lotto-Soudal        | 22 h 12 min 59 s |
| 2e | Greg Van Avermaet       | Belgique  | BMC Racing Team     | + 1 min 03 s     |
| 3e | Wilco Kelderman         | Pays-Bas  | LottoNL-Jumbo       | + 1 min 17 s     |
| 4e | Philippe Gilbert        | Belgique  | BMC Racing Team     | + 1 min 40 s     |
| 5e | Fabio Felline           | Italie    | Trek Factory Racing | + 1 min 48 s     |
| 6e | Michael Rogers          | Australie | Tinkoff-Saxo        | + 1 min 51 s     |
| 7e | Andriy Grivko           | Ukraine   | Astana              | + 1 min 54 s     |
| 8e | Christopher Juul Jensen | Danemark  | Tinkoff-Saxo        | + 2 min 05 s     |
| 9e | Tiesj Benoot            | Belgique  | Lotto-Soudal        | + 2 min 13 s     |
| 10e | Jan Bakelants           | Belgique  | AG2R La Mondiale    | + 2 min 13 s     |

### 7eétape
| \| Classement de l'étape \| Classement de l'étape \| Classement de l'étape \| Classement de l'étape \| Classement de l'étape \| \| Coureur \| Coureur \| Pays \| Équipe \| Temps \| \| --------------------- \| --------------------- \| --------------------- \| --------------------- \| --------------------- \| \| 1er \| Manuel Quinziato \| Italie \| BMC Racing Team \| 4 h 18 min 18 s \| \| 2e \| Björn Leukemans \| Belgique \| Wanty-Groupe Gobert \| + 3 s \| \| 3e \| Yves Lampaert \| Belgique \| Etixx-Quick Step \| + 8 s \| \| 4e \| Greg Van Avermaet \| Belgique \| BMC Racing Team \| + 38 s \| \| 5e \| Julian Alaphilippe \| France \| Etixx-Quick Step \| + 38 s \| \| 6e \| Tiesj Benoot \| Belgique \| Lotto-Soudal \| + 40 s \| \| 7e \| Filippo Pozzato \| Italie \| Lampre-Merida \| + 40 s \| \| 8e \| Jan Bakelants \| Belgique \| AG2R La Mondiale \| + 42 s \| \| 9e \| Philippe Gilbert \| Belgique \| BMC Racing Team \| + 42 s \| \| 10e \| Magnus Cort Nielsen \| Danemark \| Orica-GreenEDGE \| + 42 s \| |                     |          |                     |                 |
| |                     |          |                     |                 |
| Source : ProCyclingStats |                     |          |                     |                 |
| Classement de l'étape |                     |          |                     |                 |
| Coureur | Coureur             | Pays     | Équipe              | Temps           |
| 1er | Manuel Quinziato    | Italie   | BMC Racing Team     | 4 h 18 min 18 s |
| 2e | Björn Leukemans     | Belgique | Wanty-Groupe Gobert | + 3 s           |
| 3e | Yves Lampaert       | Belgique | Etixx-Quick Step    | + 8 s           |
| 4e | Greg Van Avermaet   | Belgique | BMC Racing Team     | + 38 s          |
| 5e | Julian Alaphilippe  | France   | Etixx-Quick Step    | + 38 s          |
| 6e | Tiesj Benoot        | Belgique | Lotto-Soudal        | + 40 s          |
| 7e | Filippo Pozzato     | Italie   | Lampre-Merida       | + 40 s          |
| 8e | Jan Bakelants       | Belgique | AG2R La Mondiale    | + 42 s          |
| 9e | Philippe Gilbert    | Belgique | BMC Racing Team     | + 42 s          |
| 10e | Magnus Cort Nielsen | Danemark | Orica-GreenEDGE     | + 42 s          |

## Classements finals

### Classement général
| \| Classement général \| Classement général \| Classement général \| Classement général \| Classement général \| \| Coureur \| Coureur \| Pays \| Équipe \| Temps \| \| ------------------ \| ----------------------- \| ------------------ \| ------------------- \| ------------------ \| \| 1er \| Tim Wellens \| Belgique \| Lotto-Soudal \| 26 h 31 min 59 s \| \| 2e \| Greg Van Avermaet \| Belgique \| BMC Racing Team \| + 59 s \| \| 3e \| Wilco Kelderman \| Pays-Bas \| LottoNL-Jumbo \| + 1 min 17 s \| \| 4e \| Philippe Gilbert \| Belgique \| BMC Racing Team \| + 1 min 40 s \| \| 5e \| Fabio Felline \| Italie \| Trek Factory Racing \| + 1 min 48 s \| \| 6e \| Andriy Grivko \| Ukraine \| Astana \| + 1 min 54 s \| \| 7e \| Michael Rogers \| Australie \| Tinkoff-Saxo \| + 2 min 02 s \| \| 8e \| Tiesj Benoot \| Belgique \| Lotto-Soudal \| + 2 min 11 s \| \| 9e \| Christopher Juul Jensen \| Danemark \| Tinkoff-Saxo \| + 2 min 11 s \| \| 10e \| Julian Alaphilippe \| France \| Etixx-Quick Step \| + 2 min 11 s \| |                         |           |                     |                  |
| |                         |           |                     |                  |
| Source : ProCyclingStats |                         |           |                     |                  |
| Classement général |                         |           |                     |                  |
| Coureur | Coureur                 | Pays      | Équipe              | Temps            |
| 1er | Tim Wellens             | Belgique  | Lotto-Soudal        | 26 h 31 min 59 s |
| 2e | Greg Van Avermaet       | Belgique  | BMC Racing Team     | + 59 s           |
| 3e | Wilco Kelderman         | Pays-Bas  | LottoNL-Jumbo       | + 1 min 17 s     |
| 4e | Philippe Gilbert        | Belgique  | BMC Racing Team     | + 1 min 40 s     |
| 5e | Fabio Felline           | Italie    | Trek Factory Racing | + 1 min 48 s     |
| 6e | Andriy Grivko           | Ukraine   | Astana              | + 1 min 54 s     |
| 7e | Michael Rogers          | Australie | Tinkoff-Saxo        | + 2 min 02 s     |
| 8e | Tiesj Benoot            | Belgique  | Lotto-Soudal        | + 2 min 11 s     |
| 9e | Christopher Juul Jensen | Danemark  | Tinkoff-Saxo        | + 2 min 11 s     |
| 10e | Julian Alaphilippe      | France    | Etixx-Quick Step    | + 2 min 11 s     |

### Classements annexes
| Classement par points | Classement par points | Classement par points | Classement par points | Classement par points |
| Coureur               | Coureur               | Pays                  | Équipe                | Points                |
| --------------------- | --------------------- | --------------------- | --------------------- | --------------------- |
| 1er                   | André Greipel         | Allemagne             | Lotto-Soudal          | 79 pts                |
| 2e                    | Greg Van Avermaet     | Belgique              | BMC Racing Team       | 59 pts                |
| 3e                    | Tom Boonen            | Belgique              | Etixx-Quick Step      | 52 pts                |
| 4e                    | Wilco Kelderman       | Pays-Bas              | LottoNL-Jumbo         | 52 pts                |
| 5e                    | Tim Wellens           | Belgique              | Lotto-Soudal          | 49 pts                |
| 6e                    | Philippe Gilbert      | Belgique              | BMC Racing Team       | 49 pts                |
| 7e                    | Magnus Cort Nielsen   | Danemark              | Orica-GreenEDGE       | 45 pts                |
| 8e                    | Manuel Quinziato      | Italie                | BMC Racing Team       | 43 pts                |
| 9e                    | Jempy Drucker         | Luxembourg            | BMC Racing Team       | 41 pts                |
| 10e                   | Tiesj Benoot          | Belgique              | Lotto-Soudal          | 40 pts                |

| Classement par points | Classement par points | Classement par points | Classement par points | Classement par points |
| Coureur               | Coureur               | Pays                  | Équipe                | Points                |
| --------------------- | --------------------- | --------------------- | --------------------- | --------------------- |
| 1er                   | André Greipel         | Allemagne             | Lotto-Soudal          | 79 pts                |
| 2e                    | Greg Van Avermaet     | Belgique              | BMC Racing Team       | 59 pts                |
| 3e                    | Tom Boonen            | Belgique              | Etixx-Quick Step      | 52 pts                |
| 4e                    | Wilco Kelderman       | Pays-Bas              | LottoNL-Jumbo         | 52 pts                |
| 5e                    | Tim Wellens           | Belgique              | Lotto-Soudal          | 49 pts                |
| 6e                    | Philippe Gilbert      | Belgique              | BMC Racing Team       | 49 pts                |
| 7e                    | Magnus Cort Nielsen   | Danemark              | Orica-GreenEDGE       | 45 pts                |
| 8e                    | Manuel Quinziato      | Italie                | BMC Racing Team       | 43 pts                |
| 9e                    | Jempy Drucker         | Luxembourg            | BMC Racing Team       | 41 pts                |
| 10e                   | Tiesj Benoot          | Belgique              | Lotto-Soudal          | 40 pts                |

| Classement de la combativité | Classement de la combativité | Classement de la combativité | Classement de la combativité | Classement de la combativité |
| Coureur                      | Coureur                      | Pays                         | Équipe                       | Points                       |
| ---------------------------- | ---------------------------- | ---------------------------- | ---------------------------- | ---------------------------- |
| 1er                          | Gijs Van Hoecke              | Belgique                     | Topsport Vlaanderen-Baloise  | 63 pts                       |
| 2e                           | Jesper Asselman              | Pays-Bas                     | Roompot Oranje Peloton       | 65 pts                       |
| 3e                           | Frederik Veuchelen           | Belgique                     | Wanty-Groupe Gobert          | 41 pts                       |
| 4e                           | Laurens De Vreese            | Belgique                     | Astana                       | 29 pts                       |
| 5e                           | Manuel Quinziato             | Italie                       | BMC Racing Team              | 13 pts                       |
| 6e                           | Dylan Groenewegen            | Pays-Bas                     | Roompot Oranje Peloton       | 12 pts                       |
| 7e                           | Jérôme Baugnies              | Belgique                     | Wanty-Groupe Gobert          | 11 pts                       |
| 8e                           | Björn Leukemans              | Belgique                     | Wanty-Groupe Gobert          | 11 pts                       |
| 9e                           | Johan Le Bon                 | France                       | FDJ                          | 10 pts                       |
| 10e                          | Yves Lampaert                | Belgique                     | Etixx-Quick Step             | 9 pts                        |

| Classement de la combativité | Classement de la combativité | Classement de la combativité | Classement de la combativité | Classement de la combativité |
| Coureur                      | Coureur                      | Pays                         | Équipe                       | Points                       |
| ---------------------------- | ---------------------------- | ---------------------------- | ---------------------------- | ---------------------------- |
| 1er                          | Gijs Van Hoecke              | Belgique                     | Topsport Vlaanderen-Baloise  | 63 pts                       |
| 2e                           | Jesper Asselman              | Pays-Bas                     | Roompot Oranje Peloton       | 65 pts                       |
| 3e                           | Frederik Veuchelen           | Belgique                     | Wanty-Groupe Gobert          | 41 pts                       |
| 4e                           | Laurens De Vreese            | Belgique                     | Astana                       | 29 pts                       |
| 5e                           | Manuel Quinziato             | Italie                       | BMC Racing Team              | 13 pts                       |
| 6e                           | Dylan Groenewegen            | Pays-Bas                     | Roompot Oranje Peloton       | 12 pts                       |
| 7e                           | Jérôme Baugnies              | Belgique                     | Wanty-Groupe Gobert          | 11 pts                       |
| 8e                           | Björn Leukemans              | Belgique                     | Wanty-Groupe Gobert          | 11 pts                       |
| 9e                           | Johan Le Bon                 | France                       | FDJ                          | 10 pts                       |
| 10e                          | Yves Lampaert                | Belgique                     | Etixx-Quick Step             | 9 pts                        |

| Classement par équipes | Classement par équipes      | Classement par équipes | Classement par équipes |
| Équipe                 | Équipe                      | Pays                   | Temps                  |
| ---------------------- | --------------------------- | ---------------------- | ---------------------- |
| 1re                    | Lotto-Soudal                | Belgique               | 79 h 44 min 03 s       |
| 2e                     | Astana                      | Kazakhstan             | + 1 min 13 s           |
| 3e                     | Tinkoff-Saxo                | Russie                 | + 3 min 38 s           |
| 4e                     | BMC Racing Team             | États-Unis             | + 3 min 44 s           |
| 5e                     | Giant-Alpecin               | Allemagne              | + 3 min 58 s           |
| 6e                     | Wanty-Groupe Gobert         | Belgique               | + 10 min 19 s          |
| 7e                     | Topsport Vlaanderen-Baloise | Belgique               | + 13 min 13 s          |
| 8e                     | Cannondale-Garmin           | États-Unis             | + 17 min 07 s          |
| 9e                     | Movistar Team América       | Colombie               | + 21 min 37 s          |
| 10e                    | IAM Cycling                 | Suisse                 | + 23 min 00 s          |

| Classement par équipes | Classement par équipes      | Classement par équipes | Classement par équipes |
| Équipe                 | Équipe                      | Pays                   | Temps                  |
| ---------------------- | --------------------------- | ---------------------- | ---------------------- |
| 1re                    | Lotto-Soudal                | Belgique               | 79 h 44 min 03 s       |
| 2e                     | Astana                      | Kazakhstan             | + 1 min 13 s           |
| 3e                     | Tinkoff-Saxo                | Russie                 | + 3 min 38 s           |
| 4e                     | BMC Racing Team             | États-Unis             | + 3 min 44 s           |
| 5e                     | Giant-Alpecin               | Allemagne              | + 3 min 58 s           |
| 6e                     | Wanty-Groupe Gobert         | Belgique               | + 10 min 19 s          |
| 7e                     | Topsport Vlaanderen-Baloise | Belgique               | + 13 min 13 s          |
| 8e                     | Cannondale-Garmin           | États-Unis             | + 17 min 07 s          |
| 9e                     | Movistar Team América       | Colombie               | + 21 min 37 s          |
| 10e                    | IAM Cycling                 | Suisse                 | + 23 min 00 s          |

### UCI World Tour
Cet Eneco Tour attribue des points pour l'UCI World Tour 2015, par équipes uniquement aux équipes ayant un label WorldTeam, individuellement uniquement aux coureurs des équipes ayant un label WorldTeam.
| Position,          | 1er | 2e | 3e | 4e | 5e | 6e | 7e | 8e | 9e | 10e |
| Classement général | 100 | 80 | 70 | 60 | 50 | 40 | 30 | 20 | 10 | 4   |
| Par étape          | 6   | 4  | 2  | 1  | 1  |    |    |    |    |     |

| Rang | Coureur                 | Équipe                 | Points |
| ---- | ----------------------- | ---------------------- | ------ |
| 1    | Tim Wellens             | Lotto-Soudal           | 107    |
| 2    | Greg Van Avermaet       | BMC Racing             | 85     |
| 3    | Wilco Kelderman         | Lotto NL-Jumbo         | 75     |
| 4    | Philippe Gilbert        | BMC Racing             | 60     |
| 5    | Fabio Felline           | Trek Factory Racing    | 50     |
| 6    | Andriy Grivko           | Astana                 | 40     |
| 7    | Michael Rogers          | Tinkoff-Saxo           | 30     |
| 8    | Tiesj Benoot            | Lotto-Soudal           | 20     |
| 9    | Christopher Juul Jensen | Tinkoff-Saxo           | 10     |
| 10   | Tom Boonen              | Etixx-Quick Step       | 8      |
| 10   | Elia Viviani            | Sky                    | 8      |
| 12   | André Greipel           | Lotto-Soudal           | 7      |
| 13   | Johan Le Bon            | FDJ                    | 6      |
| 13   | Jos van Emden           | Lotto NL-Jumbo         | 6      |
| 13   | Manuel Quinziato        | BMC Racing             | 6      |
| 16   | Julian Alaphilippe      | Etixx-Quick Step       | 5      |
| 16   | Danny van Poppel        | Trek Factory Racing    | 5      |
| 17   | Arnaud Démare           | FDJ                    | 4      |
| 17   | Jacopo Guarnieri        | Katusha                | 4      |
| 17   | Dylan van Baarle        | Cannondale-Garmin      | 4      |
| 20   | Jempy Drucker           | BMC Racing             | 3      |
| 21   | Magnus Cort Nielsen     | Orica-GreenEDGE        | 2      |
| 21   | Simon Geschke           | Giant-Alpecin          | 2      |
| 21   | Yves Lampaert           | Etixx-Quick Step       | 2      |
| 21   | Adriano Malori          | Movistar               | 2      |
| 25   | Jan Bakelants           | AG2R La Mondiale       | 1      |
| 25   | Lars Boom               | Astana                 | 1      |
| 25   | Matthias Brändle        | IAM                    | 1      |
| 25   | Dylan Groenewegen       | Roompot Oranje Peloton | 1      |
| 25   | Andrea Guardini         | Astana                 | 1      |
| 25   | Tom-Jelte Slagter       | Cannondale-Garmin      | 1      |
| 25   | Jonas Van Genechten     | IAM                    | 1      |

#### Classement individuel
Ci-dessous, le classement individuel de l'UCI World Tour à l'issue de la course.
| Rang | Coureur            | Équipe        | Points |
| ---- | ------------------ | ------------- | ------ |
| 1    | Alejandro Valverde | Movistar      | 532    |
| 2    | Christopher Froome | Sky           | 422    |
| 3    | Alberto Contador   | Tinkoff-Saxo  | 407    |
| 4    | Nairo Quintana     | Movistar      | 365    |
| 5    | Joaquim Rodríguez  | Katusha       | 322    |
| 6    | Richie Porte       | Sky           | 314    |
| 7    | Greg Van Avermaet  | BMC Racing    | 292    |
| 8    | Geraint Thomas     | Sky           | 283    |
| 9    | Rui Costa          | Lampre-Merida | 274    |
| 10   | Simon Špilak       | Katusha       | 269    |

#### Classement par pays
Ci-dessous, le classement par pays de l'UCI World Tour à l'issue de la course.
| Rang | Pays        | Points |
| ---- | ----------- | ------ |
| 1    | Espagne     | 1 582  |
| 2    | Royaume-Uni | 973    |
| 3    | Colombie    | 814    |
| 4    | Italie      | 759    |
| 5    | France      | 757    |
| 6    | Belgique    | 725    |
| 7    | Australie   | 717    |
| 8    | Pays-Bas    | 693    |
| 9    | Allemagne   | 470    |
| 10   | Tchéquie    | 306    |

#### Classement par équipes
Ci-dessous, le classement par équipes de l'UCI World Tour à l'issue de la course.
| Rang | Équipe           | Points |
| ---- | ---------------- | ------ |
| 1    | Sky              | 1 246  |
| 2    | Movistar         | 1 242  |
| 3    | Katusha          | 1 130  |
| 4    | Etixx-Quick Step | 909    |
| 5    | Tinkoff-Saxo     | 786    |
| 6    | BMC Racing       | 758    |
| 7    | Astana           | 715    |
| 8    | Orica-GreenEDGE  | 507    |
| 9    | AG2R La Mondiale | 501    |
| 10   | Giant-Alpecin    | 492    |

## Évolution des classements
| Étape              | Vainqueur          | Classement général | Classement par points | Classement de la combativité | Classement par équipes |
| ------------------ | ------------------ | ------------------ | --------------------- | ---------------------------- | ---------------------- |
| 1                  | Elia Viviani       | Elia Viviani       | Elia Viviani          | Nathan Haas                  | Roompot Oranje Peloton |
| 2                  | André Greipel      | Jesper Asselman    | André Greipel         | Jesper Asselman              | Roompot Oranje Peloton |
| 3                  | Tom Boonen         | Jesper Asselman    | André Greipel         | Jesper Asselman              | Lotto-Soudal           |
| 4                  | Jos van Emden      | Jos van Emden      | André Greipel         | Jesper Asselman              | Lotto NL-Jumbo         |
| 5                  | Johan Le Bon       | Wilco Kelderman    | André Greipel         | Jesper Asselman              | Lotto NL-Jumbo         |
| 6                  | Tim Wellens        | Tim Wellens        | André Greipel         | Gijs Van Hoecke              | Lotto-Soudal           |
| 7                  | Manuel Quinziato   | Tim Wellens        | André Greipel         | Gijs Van Hoecke              | Lotto-Soudal           |
| Classements finals | Classements finals | Tim Wellens        | André Greipel         | Gijs Van Hoecke              | Lotto-Soudal           |

## Liste des participants
- Liste de départ complète

| Légende                                | Légende                                                                                         | Légende                         | Légende                                                                                                  |
| -------------------------------------- | ----------------------------------------------------------------------------------------------- | ------------------------------- | --- |
| Num                                    | Dossard de départ porté par le coureur sur cet Eneco Tour                                       | Pos                             | Position finale au classement général                                                                    |
| Leader du classement général           | Indique le vainqueur du classement général                                                      | Leader du classement par points | Indique le vainqueur du classement par points                                                            |
| Leader du classement de la combativité | Indique le vainqueur du classement de la combativité                                            |                                 | Indique un maillot de champion national ou mondial, suivi de sa spécialité                               |
| #                                      | Indique la meilleure équipe                                                                     | NP                              | Indique un coureur qui n'a pas pris le départ d'une étape, suivi du numéro de l'étape où il s'est retiré |
| AB                                     | Indique un coureur qui n'a pas terminé une étape, suivi du numéro de l'étape où il s'est retiré | HD                              | Indique un coureur qui a terminé une étape hors des délais, suivi du numéro de l'étape                   |

| Lotto-Soudal # LTS                | Lotto-Soudal # LTS      | Lotto-Soudal # LTS |
| --------------------------------- | ----------------------- | ------------------ |
| Num                               | Coureur                 | Pos                |
| 1                                 | Tim Wellens (BEL)       | 1er                |
| 2                                 | Tiesj Benoot (BEL)      | 8e                 |
| 3                                 | Stig Broeckx (BEL)      | AB-7               |
| 5                                 | Jens Debusschere (BEL)  | 22e                |
| 6                                 | André Greipel (GER)     | 68e                |
| 7                                 | Gregory Henderson (NZL) | AB-7               |
| 8                                 | Jürgen Roelandts (BEL)  | AB-6               |
| 9                                 | Marcel Sieberg (GER)    | 80e                |
| Directeur sportif : Herman Frison |                         |                    |

| Etixx-Quick Step EQS                 | Etixx-Quick Step EQS        | Etixx-Quick Step EQS |
| ------------------------------------ | --------------------------- | -------------------- |
| Num                                  | Coureur                     | Pos                  |
| 11                                   | Tom Boonen (BEL)            | 66e                  |
| 12                                   | Julian Alaphilippe (FRA)    | 10e                  |
| 13                                   | Nikolas Maes (BEL)          | 52e                  |
| 14                                   | Fabio Sabatini (ITA)        | 62e                  |
| 15                                   | Niki Terpstra (NED) (Route) | 44e                  |
| 16                                   | Stijn Vandenbergh (BEL)     | 65e                  |
| 17                                   | Martin Velits (NED)         | 96e                  |
| 19                                   | Yves Lampaert (BEL)         | 47e                  |
| Directeur sportif : Wilfried Peeters |                             |                      |

| BMC Racing BMC                   | BMC Racing BMC            | BMC Racing BMC |
| -------------------------------- | ------------------------- | -------------- |
| Num                              | Coureur                   | Pos            |
| 21                               | Philippe Gilbert (BEL)    | 4e             |
| 22                               | Jempy Drucker (LUX)       | 48e            |
| 23                               | Daniel Oss (ITA)          | NP-1           |
| 24                               | Manuel Quinziato (ITA)    | 28e            |
| 25                               | Greg Van Avermaet (BEL)   | 2e             |
| 26                               | Danilo Wyss (SUI) (Route) | AB-7           |
| 27                               | Loïc Vliegen (BEL)        | 106e           |
| 28                               | Rick Zabel (GER)          | 58e            |
| Directeur sportif : Valerio Piva |                           |                |

| Tinkoff-Saxo TCS                   | Tinkoff-Saxo TCS                    | Tinkoff-Saxo TCS |
| ---------------------------------- | ----------------------------------- | ---------------- |
| Num                                | Coureur                             | Pos              |
| 31                                 | Michael Rogers (AUS)                | 7e               |
| 32                                 | Michael Valgren (DEN)               | 26e              |
| 33                                 | Manuele Boaro (ITA)                 | AB-7             |
| 34                                 | Pavel Brutt (RUS)                   | 82e              |
| 35                                 | Christopher Juul Jensen (DEN) (Clm) | 9e               |
| 36                                 | Evgueni Petrov (RUS)                | 43e              |
| 37                                 | Nikolay Trusov (RUS)                | 76e              |
| 38                                 | Matti Breschel (DEN)                | AB-3             |
| Directeur sportif : Nicki Sørensen |                                     |                  |

| Trek Factory Racing TFR        | Trek Factory Racing TFR | Trek Factory Racing TFR |
| ------------------------------ | ----------------------- | ----------------------- |
| Num                            | Coureur                 | Pos                     |
| 41                             | Marco Coledan (ITA)     | 101e                    |
| 42                             | Fabio Felline (ITA)     | 5e                      |
| 43                             | Giacomo Nizzolo (ITA)   | AB-7                    |
| 44                             | Eugenio Alafaci (ITA)   | AB-5                    |
| 45                             | Hayden Roulston (NZL)   | AB-7                    |
| 46                             | Jasper Stuyven (BEL)    | 23e                     |
| 47                             | Boy van Poppel (NED)    | 55e                     |
| 48                             | Danny van Poppel (NED)  | AB-7                    |
| Directeur sportif : Dirk Demol |                         |                         |

| Sky SKY                            | Sky SKY                    | Sky SKY |
| ---------------------------------- | -------------------------- | ------- |
| Num                                | Coureur                    | Pos     |
| 51                                 | Ian Stannard (GBR)         | NP-6    |
| 52                                 | Bernhard Eisel (AUT)       | AB-7    |
| 53                                 | Andrew Fenn (GBR)          | 104e    |
| 54                                 | Lars Petter Nordhaug (NOR) | 50e     |
| 55                                 | Danny Pate (USA)           | 56e     |
| 56                                 | Nathan Earle (AUS)         | 81e     |
| 57                                 | Christopher Sutton (AUS)   | NP-6    |
| 58                                 | Elia Viviani (ITA)         | AB-7    |
| Directeur sportif : Servais Knaven |                            |         |

| Astana AST                        | Astana AST                  | Astana AST |
| --------------------------------- | --------------------------- | ---------- |
| Num                               | Coureur                     | Pos        |
| 61                                | Lars Boom (NED)             | 30e        |
| 62                                | Alexey Lutsenko (KAZ) (Clm) | 13e        |
| 63                                | Laurens De Vreese (BEL)     | 35e        |
| 64                                | Andriy Grivko (UKR)         | 6e         |
| 65                                | Dmitriy Gruzdev (KAZ)       | 57e        |
| 66                                | Andrea Guardini (ITA)       | AB-7       |
| 67                                | Ruslan Tleubayev (KAZ)      | 32e        |
| 68                                | Lieuwe Westra (NED)         | AB-7       |
| Directeur sportif : Dimitri Sedun |                             |            |

| Lotto NL-Jumbo TLJ                 | Lotto NL-Jumbo TLJ          | Lotto NL-Jumbo TLJ |
| ---------------------------------- | --------------------------- | ------------------ |
| Num                                | Coureur                     | Pos                |
| 71                                 | Wilco Kelderman (NED) (Clm) | 3e                 |
| 72                                 | Moreno Hofland (NED)        | 77e                |
| 73                                 | Tom Leezer (NED)            | AB-7               |
| 75                                 | Maarten Tjallingii (NED)    | AB-7               |
| 76                                 | Jos van Emden (NED)         | 34e                |
| 77                                 | Robert Wagner (GER)         | AB-7               |
| 78                                 | Maarten Wynants (BEL)       | 60e                |
| 80                                 | Rick Flens (NED)            | AB-7               |
| Directeur sportif : Nico Verhoeven |                             |                    |

| Katusha KAT                         | Katusha KAT                  | Katusha KAT |
| ----------------------------------- | ---------------------------- | ----------- |
| Num                                 | Coureur                      | Pos         |
| 81                                  | Simon Špilak (SLO)           | 42e         |
| 82                                  | Jacopo Guarnieri (ITA)       | 97e         |
| 83                                  | Vladimir Isaychev (RUS)      | AB-7        |
| 84                                  | Pavel Kochetkov (RUS)        | 18e         |
| 85                                  | Viatcheslav Kouznetsov (RUS) | 63e         |
| 86                                  | Alexander Porsev (RUS)       | 87e         |
| 87                                  | Rüdiger Selig (GER)          | 102e        |
| 90                                  | Gatis Smukulis (LAT) (Clm)   | NP-5        |
| Directeur sportif : Torsten Schmidt |                              |             |

| Lampre-Merida LAM                | Lampre-Merida LAM           | Lampre-Merida LAM |
| -------------------------------- | --------------------------- | ----------------- |
| Num                              | Coureur                     | Pos               |
| 91                               | Sacha Modolo (ITA)          | AB-7              |
| 92                               | Roberto Ferrari (ITA)       | 103e              |
| 93                               | Manuele Mori (ITA)          | 59e               |
| 94                               | Luka Pibernik (SLO) (Route) | 45e               |
| 95                               | Jan Polanc (SLO)            | 46e               |
| 96                               | Filippo Pozzato (ITA)       | 84e               |
| 97                               | Maximiliano Richeze (ARG)   | AB-7              |
| 98                               | Diego Ulissi (ITA)          | 54e               |
| Directeur sportif : Mario Scirea |                             |                   |

| Orica-GreenEDGE OGE                 | Orica-GreenEDGE OGE       | Orica-GreenEDGE OGE |
| ----------------------------------- | ------------------------- | ------------------- |
| Num                                 | Coureur                   | Pos                 |
| 101                                 | Svein Tuft (CAN)          | 98e                 |
| 102                                 | Sam Bewley (NZL)          | AB-5                |
| 103                                 | Adam Blythe (GBR)         | AB-7                |
| 104                                 | Michael Hepburn (AUS)     | 86e                 |
| 105                                 | Leigh Howard (AUS)        | 72e                 |
| 106                                 | Jens Keukeleire (BEL)     | 39e                 |
| 107                                 | Jens Mouris (NED)         | AB-6                |
| 108                                 | Magnus Cort Nielsen (DEN) | 61e                 |
| Directeur sportif : Laurenzo Lapage |                           |                     |

| Cannondale-Garmin TCG             | Cannondale-Garmin TCG            | Cannondale-Garmin TCG |
| --------------------------------- | -------------------------------- | --------------------- |
| Num                               | Coureur                          | Pos                   |
| 111                               | Dylan van Baarle (NED)           | 29e                   |
| 112                               | Alberto Bettiol (ITA)            | AB-7                  |
| 113                               | Nathan Haas (AUS)                | AB-5                  |
| 114                               | Lasse Norman Hansen (DEN)        | 91e                   |
| 115                               | Kristjan Koren (SLO)             | 92e                   |
| 116                               | Alan Marangoni (ITA)             | 99e                   |
| 117                               | Ramūnas Navardauskas (LTU) (Clm) | AB-7                  |
| 118                               | Tom-Jelte Slagter (NED)          | 12e                   |
| Directeur sportif : Andreas Klier |                                  |                       |

| IAM                                | IAM                               | IAM  |
| ---------------------------------- | --------------------------------- | ---- |
| Num                                | Coureur                           | Pos  |
| 122                                | Marcel Aregger (SUI)              | 90e  |
| 123                                | Matthias Brändle (AUT)            | 71e  |
| 124                                | Dries Devenyns (BEL)              | 40e  |
| 125                                | Heinrich Haussler (AUS) (Route)   | 37e  |
| 126                                | Aleksejs Saramotins (LAT) (Route) | AB-6 |
| 127                                | David Tanner (AUS)                | AB-7 |
| 128                                | Jonas Van Genechten (BEL)         | 79e  |
| 129                                | Reto Hollenstein (SUI)            | 15e  |
| Directeur sportif : Rik Verbrugghe |                                   |      |

| Giant-Alpecin TGA               | Giant-Alpecin TGA            | Giant-Alpecin TGA |
| ------------------------------- | ---------------------------- | ----------------- |
| Num                             | Coureur                      | Pos               |
| 131                             | Simon Geschke (GER)          | 38e               |
| 132                             | Nikias Arndt (GER)           | 14e               |
| 133                             | Roy Curvers (NED)            | 25e               |
| 134                             | Chad Haga (USA)              | NP-7              |
| 135                             | Tobias Ludvigsson (SWE)      | 95e               |
| 136                             | Georg Preidler (AUT) (Route) | 16e               |
| 137                             | Albert Timmer (NED)          | NP-3              |
| 138                             | Zico Waeytens (BEL)          | 49e               |
| Directeur sportif : Rudie Kemna |                              |                   |

| FDJ                                  | FDJ                  | FDJ  |
| ------------------------------------ | -------------------- | ---- |
| Num                                  | Coureur              | Pos  |
| 141                                  | Arnaud Démare (FRA)  | 74e  |
| 142                                  | Mickaël Delage (FRA) | 89e  |
| 143                                  | David Boucher (FRA)  | NP-4 |
| 144                                  | Francis Mourey (FRA) | 41e  |
| 145                                  | Anthony Geslin (FRA) | AB-1 |
| 146                                  | Johan Le Bon (FRA)   | 24e  |
| 147                                  | Yoann Offredo (FRA)  | NP-5 |
| 148                                  | Cédric Pineau (FRA)  | AB-7 |
| Directeur sportif : Frédéric Guesdon |                      |      |

| Movistar MOV                            | Movistar MOV               | Movistar MOV |
| --------------------------------------- | -------------------------- | ------------ |
| Num                                     | Coureur                    | Pos          |
| 151                                     | José Joaquín Rojas (ESP)   | 21e          |
| 152                                     | Adriano Malori (ITA) (Clm) | AB-7         |
| 153                                     | Andrey Amador (CRC)        | 53e          |
| 154                                     | Gorka Izagirre (ESP)       | AB-3         |
| 155                                     | Juan José Lobato (ESP)     | 69e          |
| 156                                     | Dayer Quintana (COL)       | AB-7         |
| 157                                     | Enrique Sanz (ESP)         | AB-7         |
| 158                                     | Jasha Sütterlin (GER)      | 73e          |
| Directeur sportif : José Luis Jaimerena |                            |              |

| AG2R La Mondiale ALM                 | AG2R La Mondiale ALM   | AG2R La Mondiale ALM |
| ------------------------------------ | ---------------------- | -------------------- |
| Num                                  | Coureur                | Pos                  |
| 161                                  | Jan Bakelants (BEL)    | 11e                  |
| 162                                  | Maxime Daniel (FRA)    | 107e                 |
| 163                                  | Nico Denz (GER)        | 94e                  |
| 165                                  | Damien Gaudin (FRA)    | AB-6                 |
| 166                                  | Patrick Gretsch (GER)  | 108e                 |
| 167                                  | Hugo Houle (CAN) (Clm) | 100e                 |
| 168                                  | Sébastien Turgot (FRA) | 85e                  |
| 170                                  | Ben Gastauer (LUX)     | AB-6                 |
| Directeur sportif : Artūras Kasputis |                        |                      |

| Topsport Vlaanderen-Baloise TSV       | Topsport Vlaanderen-Baloise TSV | Topsport Vlaanderen-Baloise TSV |
| ------------------------------------- | ------------------------------- | ------------------------------- |
| Num                                   | Coureur                         | Pos                             |
| 171                                   | Preben Van Hecke (BEL) (Route)  | 83e                             |
| 172                                   | Victor Campenaerts (BEL)        | 36e                             |
| 174                                   | Oliver Naesen (BEL)             | 20e                             |
| 175                                   | Thomas Sprengers (BEL)          | 33e                             |
| 176                                   | Edward Theuns (BEL)             | AB-7                            |
| 177                                   | Gijs Van Hoecke (BEL)           | 31e                             |
| 178                                   | Pieter Vanspeybrouck (BEL)      | NP-3                            |
| 179                                   | Jelle Wallays (BEL)             | 67e                             |
| Directeur sportif : Walter Planckaert |                                 |                                 |

| Roompot Oranje Peloton ROP          | Roompot Oranje Peloton ROP | Roompot Oranje Peloton ROP |
| ----------------------------------- | -------------------------- | -------------------------- |
| Num                                 | Coureur                    | Pos                        |
| 181                                 | Johnny Hoogerland (NED)    | 64e                        |
| 182                                 | Jesper Asselman (NED)      | 93e                        |
| 183                                 | Berden de Vries (NED)      | 88e                        |
| 184                                 | Huub Duyn (NED)            | NP-7                       |
| 185                                 | Dylan Groenewegen (NED)    | 75e                        |
| 186                                 | Tim Kerkhof (NED)          | 70e                        |
| 187                                 | Wesley Kreder (NED)        | 105e                       |
| 188                                 | André Looij (NED)          | 109e                       |
| Directeur sportif : Michael Boogerd |                            |                            |

| Wanty-Groupe Gobert WGG                      | Wanty-Groupe Gobert WGG  | Wanty-Groupe Gobert WGG |
| -------------------------------------------- | ------------------------ | ----------------------- |
| Num                                          | Coureur                  | Pos                     |
| 191                                          | Björn Leukemans (BEL)    | 17e                     |
| 192                                          | Frederik Backaert (BEL)  | 78e                     |
| 193                                          | Jérôme Baugnies (BEL)    | 51e                     |
| 194                                          | Enrico Gasparotto (ITA)  | AB-7                    |
| 195                                          | Roy Jans (BEL)           | AB-7                    |
| 196                                          | Marco Marcato (ITA)      | 19e                     |
| 197                                          | Mirko Selvaggi (ITA)     | NP-2                    |
| 198                                          | Frederik Veuchelen (BEL) | 27e                     |
| Directeur sportif : Hilaire Van der Schueren |                          |                         |